# オーストリア軍
オーストリア軍（オーストリアぐん、ドイツ語: Bundesheer、連邦陸軍）は、オーストリアの国軍。
最高指揮官は大統領であるが、実質的な権限は首相が有する。オーストリア軍の管理・運営は連邦国防省が行う。
この記事では主に陸軍について取りあげる。

## 歴史
オーストリア軍は、陸軍と空軍とヤークトコマンドの三軍種から成る。オーストリア＝ハンガリー帝国時代はアドリア海沿岸を支配していたため海軍を保有していたが、第一次世界大戦敗北に伴う帝国の解体後は完全な内陸国となったため海軍は保持しておらず、ドナウ川の警備を担当する警備艇部隊も2006年に解散した。
オーストリア＝ハンガリー帝国解体後のオーストリア第一共和国はオーストリア第一共和国軍を有していたが、サン＝ジェルマン条約により総兵力は3万人に制限されたほか、徴兵制禁止・軍用航空機の保有禁止・毒ガスの製造および研究の禁止などヴェルサイユ条約に匹敵する厳しい軍備制限を課せられた。
1938年のアンシュルスによりオーストリア第一共和国軍はドイツ国防軍に編入され、オーストリア国内にはウィーンに司令部を置く第17軍管区と、ザルツブルクに司令部を置く第18軍管区が設置された。
第二次世界大戦後の連合軍軍政期にはオーストリアもドイツと同様に米英仏ソの4か国に分割占領された。分割占領中の1949年には内務省指揮下の連邦憲兵隊に属する特別部隊という位置づけで準軍事組織たるB憲兵隊が編成され、オーストリア国家条約調印後の1956年にオーストリア連邦軍として再編され現在に至る。

## 機構
- 連邦国防省
  - 連邦軍参謀本部（ドイツ語版）

### 二軍
- オーストリア陸軍（ドイツ語版）
- オーストリア陸軍は、以下の4個旅団を基幹として編成されている。
  - 第3装甲擲弾兵旅団（ドイツ語版）（2016年に解隊）
  - →第3猟兵旅団（2019年編成）
  - 第4装甲擲弾兵旅団
  - 第6山岳旅団（山岳猟兵）
  - 第7猟兵旅団
- オーストリア空軍

### 河川警備
1958年にドナウ川の治安維持を目的とし、陸軍に小型の警備艇（オーベルスト・ブレヒト）を運用する小規模の水上部隊を編成した。主に水上交通の監視を行い、1970年には武装艇（ニーダーエスターライヒ）も就役したが、1994年に警備艇を製造した会社が倒産し維持が困難になったことに加え、任務内容が警察でも可能な範囲にとどまっていたことから、2006年に部隊を解散し河川警備は警察に一本化された。部隊解散後もリッサ海戦の戦勝記念行事などで航行を行っていたが、現在は二隻ともウィーン軍事史博物館に移管され、ニーダーエスターライヒ州コルノイブルクの旧造船所で展示されている。一部の警備艇にはダズル迷彩風の塗装が施されていた。

### 特殊部隊
特殊部隊としてヤークトコマンド(猟兵コマンド部隊)が存在している。任務は災害救助任務や特殊作戦など。

## 装備

### 陸軍

#### 主力戦車
- レオパルト2A4 ×56両[1]

#### 装甲車両
- ウラン ×112両[1]
- BvS-10 ×32両[1]
- パンデュール ×71両[1]
- パンデュール EVO ×50両[1]
- ディンゴ2 ×66両[1]
- イヴェコLMV ×150両[1]

#### 整備・工兵車両
- 4KH7FA-SB グリフ ×27両（さらに11両が保管中）[1]
- ディンゴ2 ARV×28両[1]
- M88A1 ×10両[1]

#### 化学戦車両
- ディンゴ2 AC NBC ×12両[1]

#### 対戦車兵器
- BILL 2（英語版）対戦車ミサイル[1]

#### 火砲・ロケット砲
- M109A5ÖE ×48両[1]
- sGrW86 120mm迫撃砲 ×57門（さらに40門が保管中）[1]

### 海軍
「オーストリア海軍艦艇一覧」を参照

### 空軍
「オーストリア空軍#装備」を参照
- ホーフブルク宮殿を前を行進する連邦軍儀仗兵
- オーストリア空軍のユーロファイター タイフーン
- リッサ海戦の戦勝記念行事でドナウ川を航行する哨戒艇「ニーダーエスターライヒ」（2008年）
- MG74機関銃を構える第25猟兵大隊の空挺兵